# 辽宁省经济

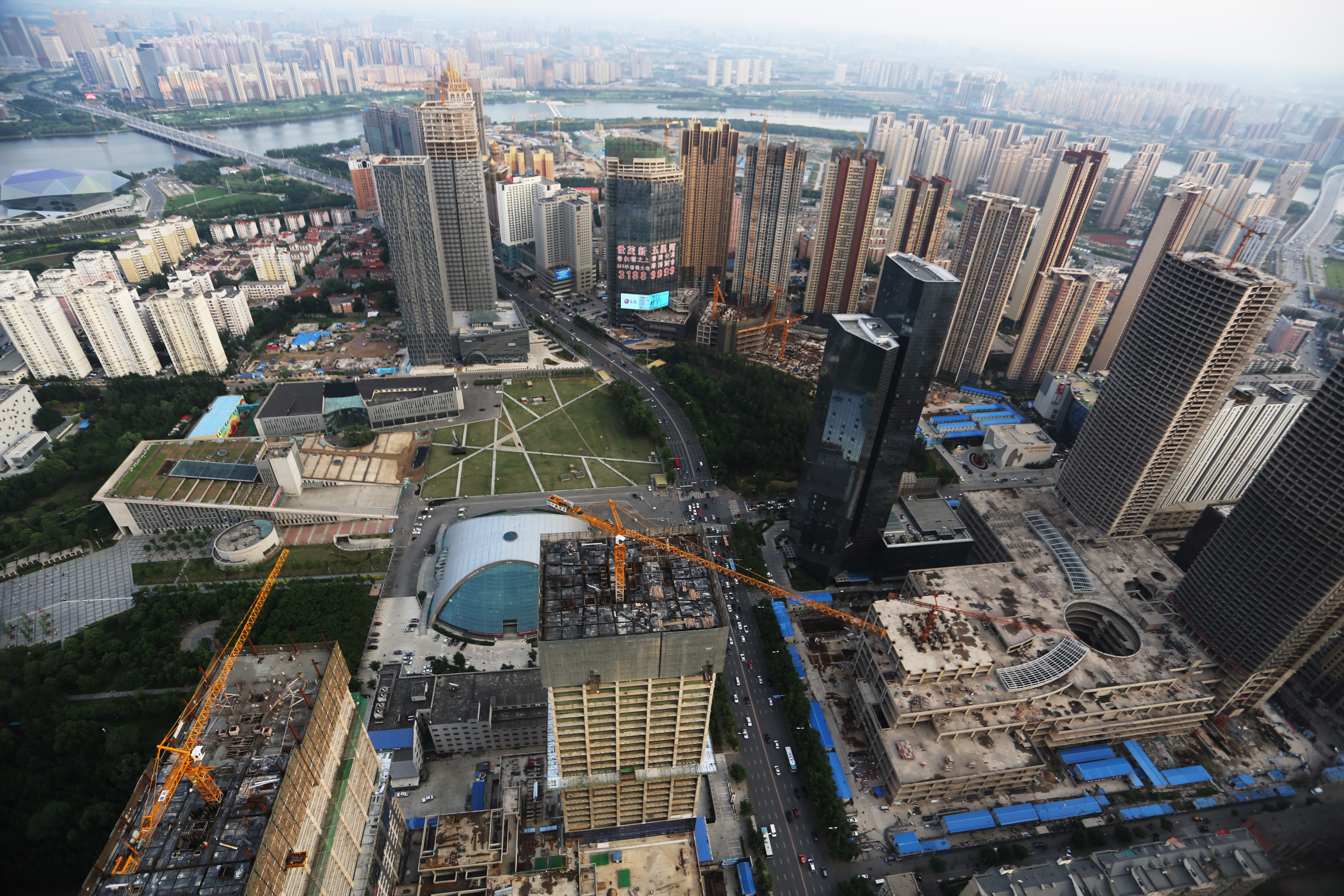
省会沈阳

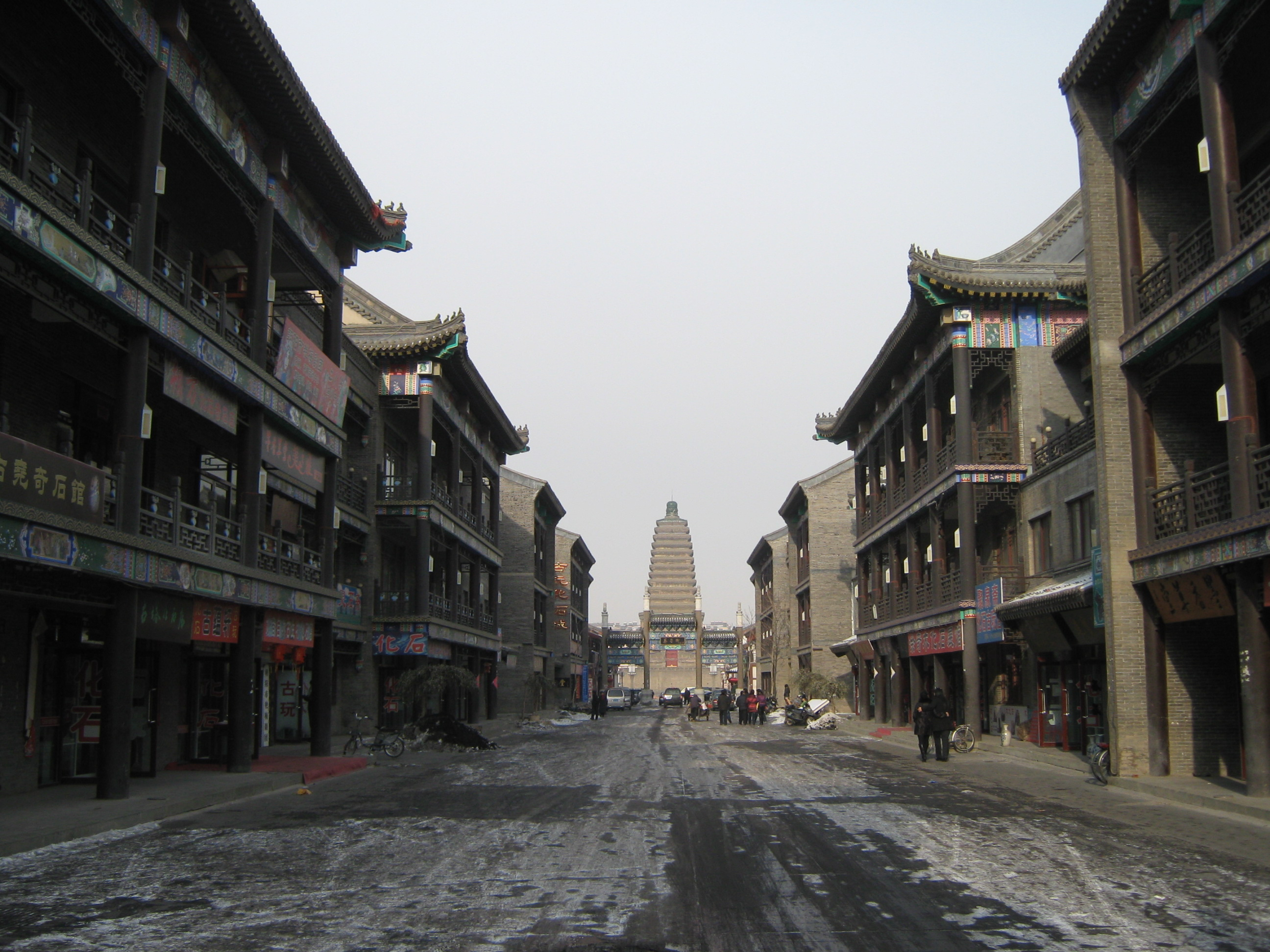
朝陽市仿古觀光區

2013年辽宁生产总值27077.7亿元，按可比价格计算，比2012年增长8.7%
- 第一产业增加值2321.6亿元，增长4.8%
- 第二产业增加值14269.5亿元，增长8.9%
- 第三产业增加值10486.6亿元，增长9.2%[1]

三次产业增加值占地区生产总值的比重由上年的8.7∶53.2∶38.1变为8.6∶52.7∶38.7。人均地区生产总值61686元，按可比价格计算，比2012年增长8.6%。 GDP总量为全国各省（不含港澳台）中第7位，人均GDP位列第5位。

## 农业
辽宁是一个农业强省，农业生产力发展水平在中国居领先地位。进入21世纪，辽宁农业继续有所发展。2004年粮食总产量达1720万吨，成为历史上仅次于1998年(1828.9万吨)的第二个丰收年。
- 水稻播种面积649.2千公顷
- 玉米播种面积2245.6千公顷
- 油料作物播种面积354.7千公顷
- 蔬菜及食用菌播种面积492.1千公顷

猪、牛、羊、禽肉产量423.2万吨，全年生牛奶产量140.3万吨，水产品产量(不含远洋捕捞)523.7万吨。

## 工业
本省工业的发展，开始于19世纪末。 本省中部城市产业带主要有：沈阳的机械、电子、医药、化工、汽车、航空、纺织、轻工、石化，抚顺、阜新的轻工、电力、石化、钢铁，辽阳的化纤，鞍山、本溪的钢铁、建材,纺织，铁岭的电力、煤炭等等。

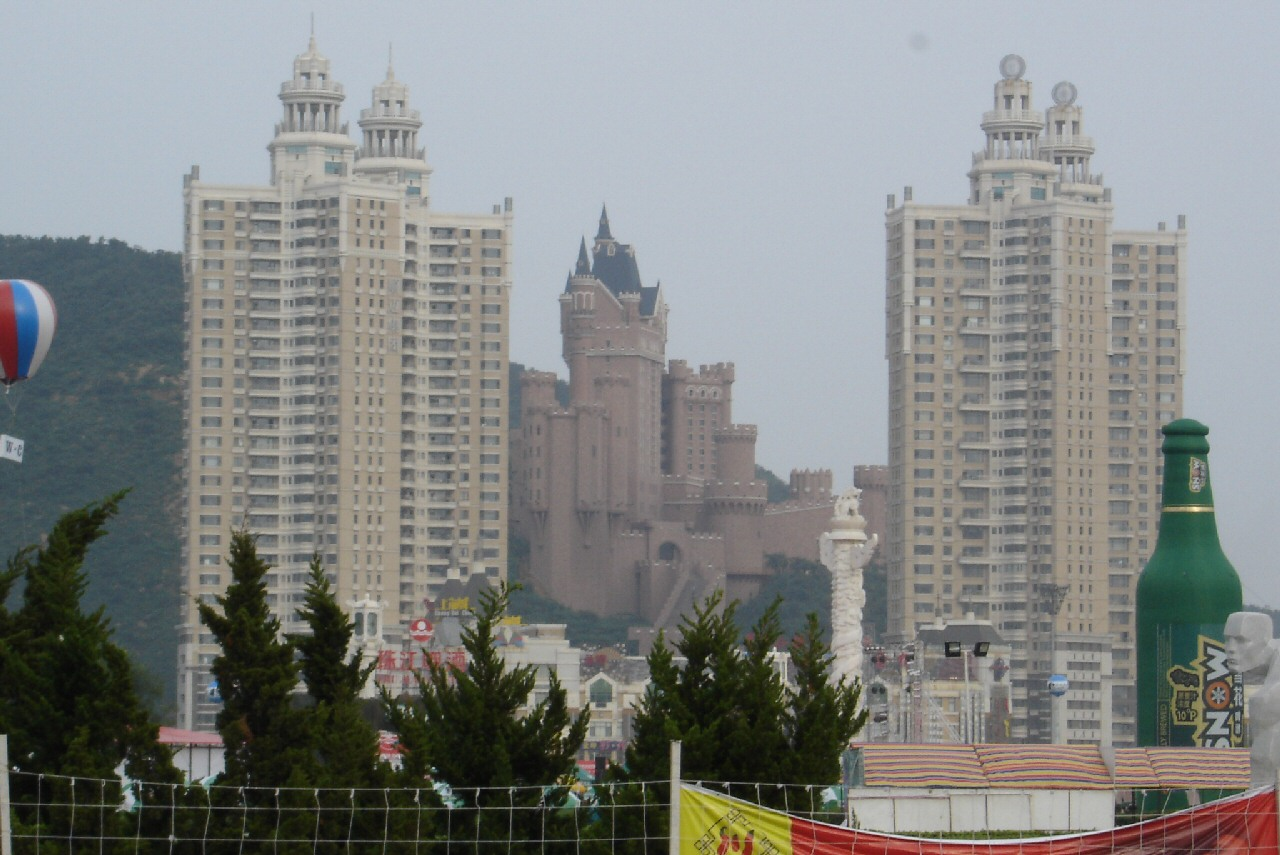
聖亞海洋世界

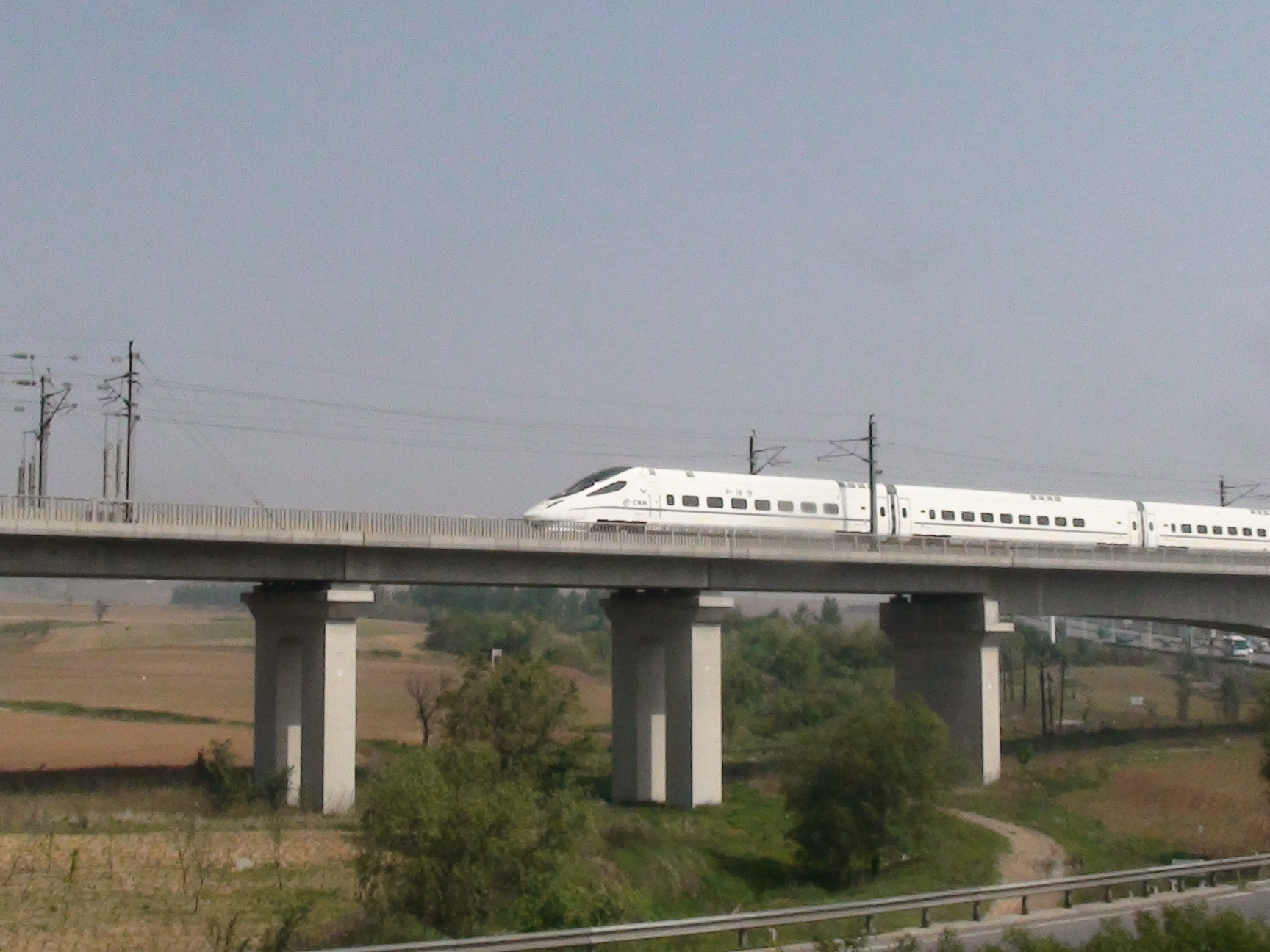
秦瀋客運專線

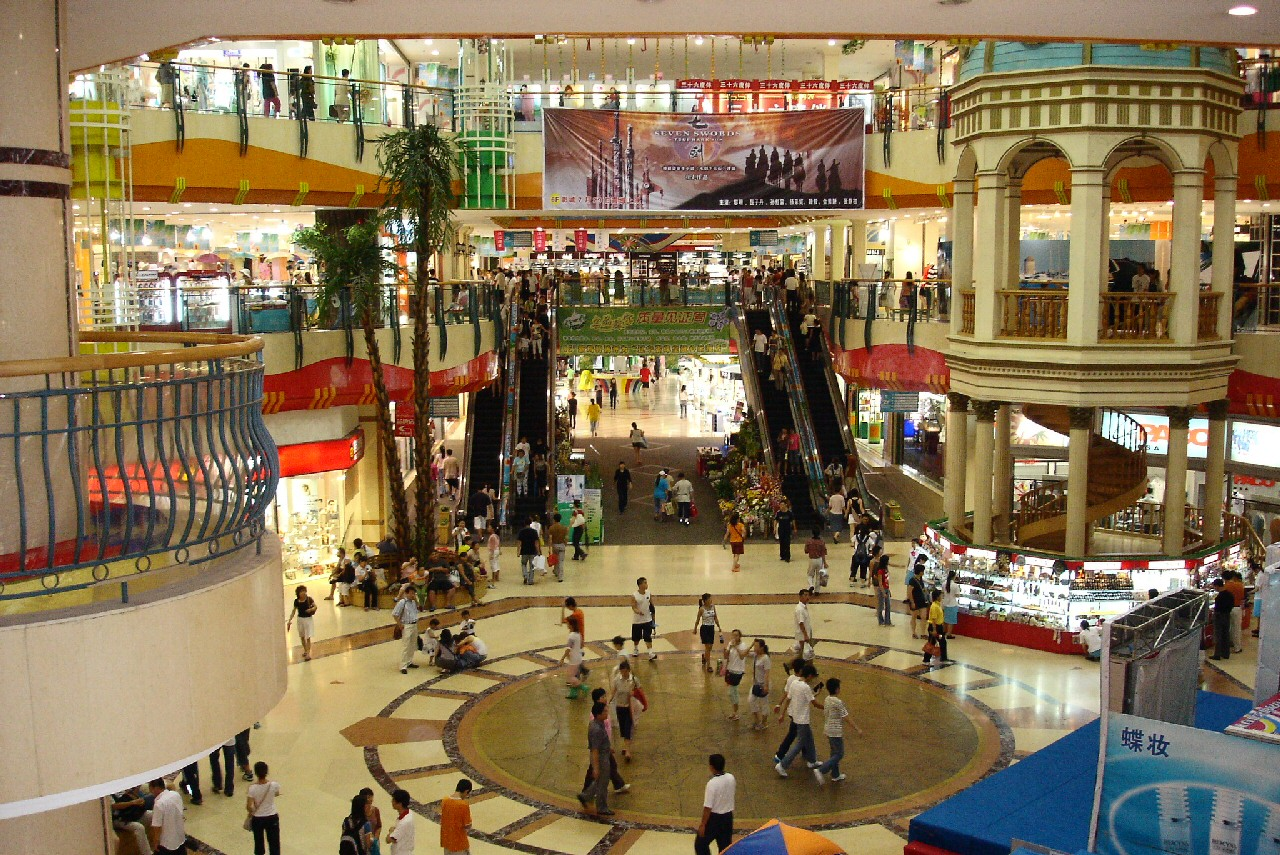
大連百貨業

### 汽车
1929年5月，中国第一辆国产汽车“民生”牌75型载货汽车于沈阳民生工厂问世。这辆车采用65马力6缸汽油发动机，液压制动，装载量为1816千克，最高时速64千米。除少数重要部件委托国外依图纸代制以外，其余均为自制。

### 装备制造业
- 完成现价工业总产值1729亿元，同比增长26.56%，占规模以上工业总产值的比重为28.5%，实现销售收入1665亿元，同比增长27.43%。磁悬浮轨道梁加工机床生产线、大型电力变压器等重大国产化装备；机车、船舶、机床、轴承、输配电设备、大型石化设备、工业机器人等一批拥有自主知识产权的产品。船舶产量144.6万吨，列全国第1位，汽车产量13万辆，列全国第10位,金属切削机床5.6万台，全国第1位；发动机产量41.7万台，列全国第1位，其中柴油机产量21.8万台，汽油机产量19.9万台。( 2003年)

### 医药
完成现价工业总产值83亿元，同比增长16.9%，占规模以上工业总产值的比重为1.4%，实现销售收入84亿元，比去年同期增长8.2%。Vc产量1.6万吨，同比增长14%。(2003年)

### 轻工
完成现价工业总产值639亿元，同比增长16.65%，占规模以上工业总产值的比重为10.3%，实现销售收入611亿元，同比增长15.06%。啤酒产量149万吨，列全国第5位；空调器压缩机产量309.8万台，列全国第4位；钢琴产量2.75万架，列全国第4位；防盗门产量 70万镗，列全国第1位；塑料制造产量83万吨，列全国第5位。( 2003年)

### 电子
完成现价工业总产值443亿元，同比增长18.7%，占规模以上工业总产值的比重为7.3%，实现销售收入完成406亿元，同比增长16.1%。彩色电视机产量446万台，列全国第4位；微型计算机产量成178万台，列全国第4位；汽车音响产量328万台，全国第1位；激光视盘机（DVD）产量309万台，列全国第4位。(2003年)

### 航空
位于沈阳的中航工业沈阳飞机工业集团及其下属的沈阳飞机设计研究所，沈阳飞机工业公司，沈阳航空发动机研究所，沈阳黎明航空发动机公司等是中国航空工业飞机设计和制造的摇篮。

### 纺织
完成现价工业总产值190亿元，比上年增长13.32%，占规模以上工业总产值的比重为3.1%，实现销售收入 166亿元, 比上年增长13.0%。化学纤维产量26.3万吨，纱15.6万吨，服装20765.3万件。(2003年)

### 钢铁
本省素有"钢铁大省"之称,省内既有鞍钢、本钢等钢铁大厂,又有遍地开花的中小钢厂。
2004年9月东北三家企业跨地域重组,东北特钢集团正式挂牌成立,

### 煤炭
完成现价工业总产值97亿元，同比增长13.5%，占规模以上工业总产值的比重为1.6%，实现销售收入82亿元，比去年同期增长12.83%。煤产量5870万吨，列全国第7位。(2003年)

### 石化
完成现价工业总产值1596.5亿元，比上年增长11.4%，占规模以上工业总产值的比重为26.4%，实现销售收入1611.6亿元，比上年增长27.5%。
- 原油产量1332.2万吨，列全国第4位，
- 原油加工量4446.5万吨，列全国第1位
- 乙烯产量47.9万吨，列全国第8位
- 化肥（折纯）产量为91.7万吨，列全国第13位
- 轮胎产量787.1万条，列全国第7位
- 塑料树脂及共聚物产量117.4万吨，列全国第6位。( 2003年)